# Flint River
Il Flint River è un fiume degli Stati Uniti d'America, che nasce e scorre Georgia e che confluisce nel fiume Apalachicola.